# Біліченко Геннадій Васильович
Генна́дій Васи́льович Біліче́нко (14 грудня 1972, с. Камишне, Костанайська область, Казахська РСР, СРСР — 13 квітня 2014, м. Слов'янськ, Донецька область, Україна) — капітан СБУ, оперативний співробітник відділу Центру спеціальних операцій «А» в Управлінні СБУ в Полтавській області. Став першим загиблим військовослужбовцем у війні на Донбасі.

## Життєпис
Народився 14 грудня 1972 року в селищі Камишне Костанайської області Республіки Казахстан в родині робітників. Українець.
1984 року разом із батьками переїхав на постійне проживання в село Несята Кличевського району Могильовської області Білоруської РСР, де у 1989 році закінчив середню школу та вступив на навчання до Бобруйського автотранспортного технікуму. 1990 року призваний на строкову військову службу до лав Збройних Сил СРСР. Військову службу проходив у військовій частині 34605 на посадах рядового, командира відділення мотострілецького взводу в м. Волгоград (РРФСР). Звільнився з лав збройних сил 1992 року у званні сержанта та продовжив навчання в Бобруйському автотранспортному технікумі, який закінчив у 1994 році та отримав кваліфікацію техніка-механіка. У тому ж році, після закінчення технікуму, переїхав до місця проживання батьків у с. Гожули Полтавського району Полтавської області, де працевлаштувався водієм у "радгосп імені Кірова".
У вересні 1996 року вступив на заочне відділення Полтавського педагогічного університету імені Володимира Короленка, який закінчив у червні 2001 року, отримав повну вищу освіту та здобув кваліфікацію вчителя історії.
1999 року одружився з Горжій Наталією Миколаївною, уродженкою м. Полтави. У 2000 році народився син Денис. Сім'я проживала у м. Полтава.

### Служба в СБУ
У червні 1995 року зарахований на військову службу в Службу безпеки України та призначений на посаду оперативного водія відділу «А» Управління СБУ в Полтавській області, до липня 2009 року проходив військову службу в підрозділі спеціального призначення «Альфа» на посаді оперативного водія.
У липні 2009 року атестований на офіцерську посаду та призначений оперативним співробітником відділу ЦСО «А» Служби безпеки України в Управлінні СБУ в Полтавській області.
За час служби брав участь у 180 бойових операціях та здійсненні заходів щодо забезпечення законності, прав і свобод громадян, у спеціальних операціях з фізичного захоплення особливо небезпечних озброєних злочинців та припинення тяжких злочинів, захисту учасників кримінального судочинства та членів їх сімей, спеціальних заходах з охорони вищих посадових осіб держави. Достроково отримав звання капітана.
13 квітня 2014 року, у Вербну неділю, приблизно о 8:30 група співробітників апарату СБУ, ЦСО «А» спільно з керівництвом донецької обласної міліції проводила рекогностування в районі проведення антитерористичної операції поблизу м. Слов'янськ Донецької області. За 8 км від Слов'янська зупинилися поспілкуватися з місцевими мешканцями села Семенівка. У цей час на групу було вчинено збройний напад. Нападники під'їхали на автомобілі «Рено Логан», який належав полтавській охоронній фірмі та був напередодні захоплений терористами, і відкрили вогонь з автоматів по машинах СБУ. Водночас з лісопосадки по спецпризначенцях відкрила вогонь інша група російських диверсантів. Бій був короткочасний, але запеклий, капітан Біліченко одним з перших виявив загрозу, сповістив товаришів та організував вогневу відповідь проти нападників, застосовуючи штатну зброю АК-74. Під час бою поранений офіцер продовжував вести вогонь, прикриваючи своїх товаришів. Загинув від численних поранень на місці бою. Також було тяжко поранено командира «Альфи» полковника Кузнєцова та полковника СБУ Куксу. Поранення дістав співробітник МВС Селіхов. На допомогу спецпризначенцям прийшли десантники 3-ї роти 80-ї аеромобільної бригади, які стояли неподалік. У військових був наказ не відкривати вогонь, командир роти Вадим Сухаревський взяв на себе відповідальність і вступив у бій, сам сівши на місце стрільця в БТР. Кулеметним вогнем вдалося подавити вогонь противника, після чого той швидко відступив.
15 квітня біля Полтавського міського будинку культури зібралися сотні людей, щоб попрощатись з офіцером. Похований у селі Гожули.
У Геннадія Біліченка залишилися мати Валентина, сестра, дружина Наталія та 13-річний син Денис.

## Нагороди та відзнаки
За зразкове ставлення до виконання службових обов'язків та досягнуті позитивні результати в роботі неодноразово заохочений керівництвом СБУ та УСБУ в Полтавській області, керівництвом органів місцевого самоврядування. Нагороджений чотирма медалями.
Указом Президента України № 543/2014 від 20 червня 2014 року за особисту мужність і героїзм, виявлені у захисті державного суверенітету та територіальної цілісності України, вірність військовій присязі та незламність духу нагороджений Орденом Богдана Хмельницького III ст. (посмертно).

## Вшанування пам'яті

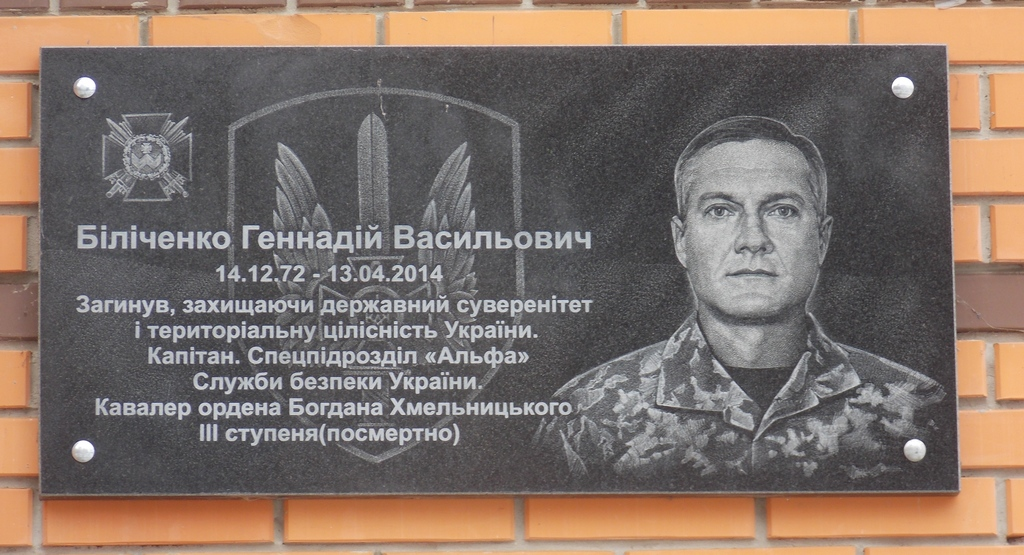
Меморіальна дошка

У грудні 2014 року в управлінні Служби безпеки України в Полтавській області відкрили меморіальну дошку в пам'ять загиблих під час виконання обов'язків військової служби. На ній викарбувано прізвище капітана Геннадія Біліченка. Пам'ятка про загиблого працівника СБУ з'явилася і в музеї управління.
23 серпня 2016 року у Полтаві було відкрито меморіальну дошку Геннадію Біліченку.
У 2016 році в селі Щербані поблизу Полтави вулицю Петровського перейменовано на вулицю Геннадія Біліченка.
13 квітня 2017 року, в день третьої роковини з дня загибелі, поблизу Слов'янська був відкритий пам'ятник Геннадію Біліченку.
11 травня 2017 року в Семенівці на околиці Слов'янська відбулося урочисте відкриття вже реконструйованого, оновленого пам'ятника, на якому увічнені імена 5 загиблих воїнів.
У місті Слов'янськ вулицю Нарвську перейменували на вулицю Геннадія Біліченка.